# Otto Teucher
Otto Teucher (* 18. Juni 1899 in Luzern; † 13. Juni 1994 in Zürich) war ein Schweizer Maler und Bildhauer.

## Leben
Otto Teucher wurde 1899 als Sohn des Dekorationsmalers Friedrich Teucher und dessen Ehefrau Franziska (geb. Jost) geboren. In den Jahren 1916 bis 1920 absolviert er eine Lehre als Flachmaler bei seinem Vater und besuchte die Gewerbeschule in St. Gallen. Anschliessend arbeitete er als Dekorationsmaler, bis er 1928 Schüler des Malers August Wanner wurde. Im Jahr 1930 zog Teucher nach Comano im Tessin und unternahm in den folgenden Monaten Reisen nach Florenz, Venedig und Paris. 1931 heiratete er Maria Louisa Wehrlin.
Im Jahr 1936 folgte der Umzug nach Zürich und Taucher wandte sich der Bildhauerei zu. In den Jahren 1936, 1937 und 1939 erhielt er ein Eidgenössisches Kunststipendium und wurde Ende der 1930er Jahre Mitglied der Gesellschaft Schweizer Maler, Bildhauer und Architekten. 1949 gründete er mit Otto Müller und Max Truninger im Atelierhaus Wuhrstrasse die Wohn- und Ateliersiedlung Baugenossenschaft Maler und Bildhauer. Von 1951 bis 1965 arbeitete er als Lehrer an der Kunstgewerbeschule Zürich.

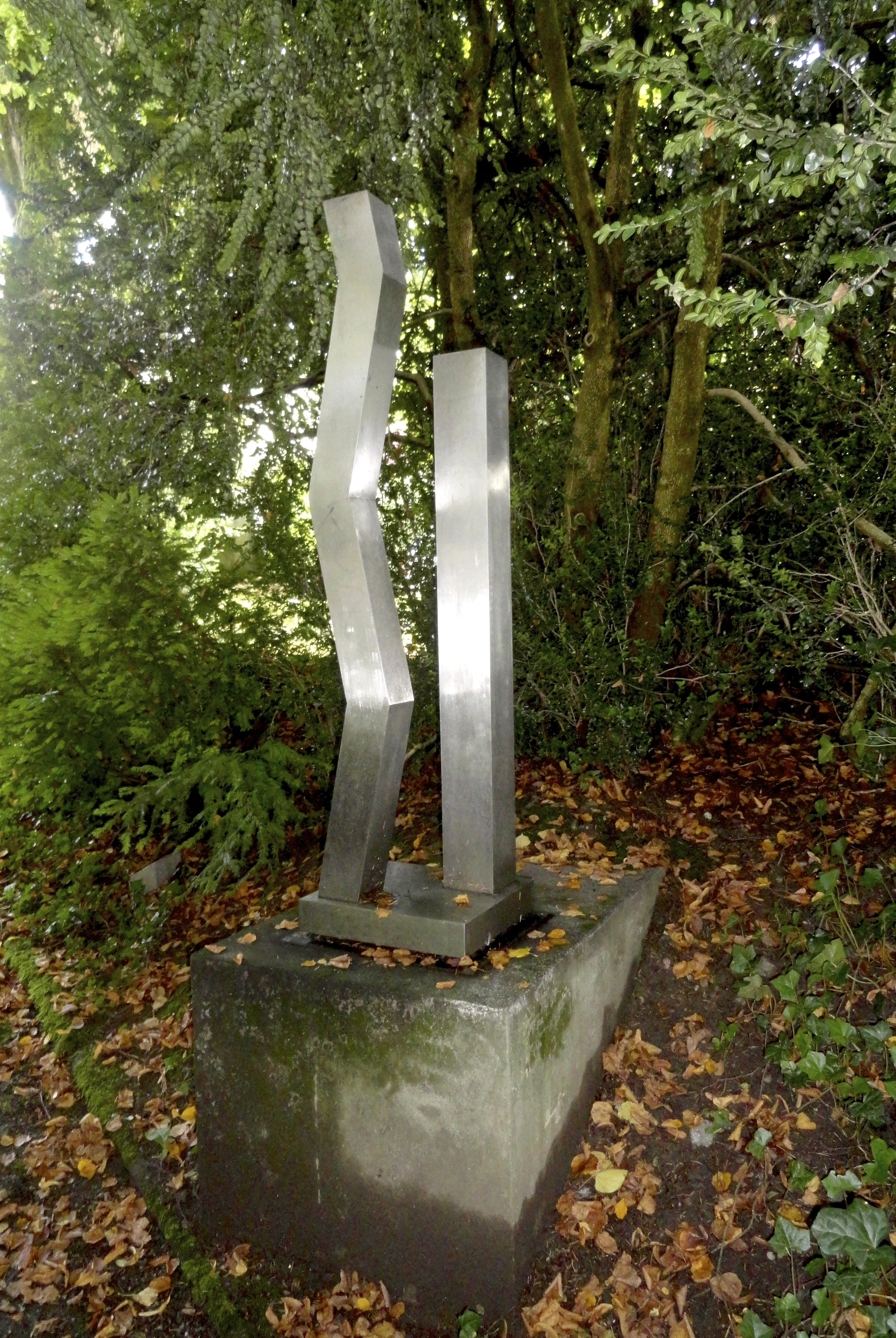
Komposition (Gegensätze), 1971/72 Chromstahl, 152 cm hoch, Park Villa Meier-Severini, Zollikon

## Ausstellungen

### Einzelausstellungen
- 1991: Otto Teucher. Aus der Werkstatt. Arbeiten von 1960 bis 1990, Helmhaus Zürich

### Gruppenausstellungen
- 1936: XIX. Nationale Kunstausstellung im Kunstmuseum in Bern, Kunstmuseum Bern
- 1936: Junge Schweizer-Kunst, Kunstmuseum Luzern
- 1946: August Wanner und ehemalige Wanner-Schüler, Kunstmuseum St. Gallen
- 1955: Zürcher Maler und Bildhauer. Graphik. Aquarelle. Skulpturen, Kunstmuseum Luzern
- 1978: 3. Biennale der Schweizer Kunst. Aktualität Vergangenheit, Kunstmuseum Winterthur
- 1992: Bildhauerzeichnungen Schweiz. Hans Aeschbacher, Bernhard Luginbühl, Robert Müller, Otto Teucher, Jean Tinguely, Kunstmuseum des Kantons Thurgau, Warth